# Sergei Kusin
Sergei Kusin (* 10. Dezember 1988) ist ein kasachischer Radrennfahrer.
Sergei Kusin gewann 2008 auf der Straße bei dem Etappenrennen Cycling Golden Jersey mit dem kasachischen Nationalteam das Mannschaftszeitfahren und belegte in der Gesamtwertung den zweiten Platz hinter seinem Teamkollegen Alexei Ljalko.
Bei der Asienmeisterschaft 2009 in Tenggarong gewann er auf der Bahn jeweils die Bronzemedaille in der Mannschaftsverfolgung und im Madison. 2012 wurde er mit dem Nationalteam ebenfalls Dritter in der Mannschaftsverfolgung.

## Erfolge
2008
- Mannschaftszeitfahren Cycling Golden Jersey

2009
- Asienmeisterschaft – Mannschaftsverfolgung (mit Anton Diganow, Maxim Gurow, Nikolai Iwanow und Alexei Kolessow)
- Asienmeisterschaft – Madison (mit Ilja Tschernyschow)

2012
- Asienmeisterschaft – Mannschaftsverfolgung (mit Alexei Ljalko, Dias Omirsakow und Artjom Sacharow)

## Teams
- 2012 Track Team Astana